# Cliff Simon
Cliff Simon (Johannesburgo, 7 de septiembre de 1962 - Topanga, California, 9 de marzo de 2021) fue un actor y atleta sudafricano, famoso por interpretar al villano Ba'al en la serie Stargate SG-1.

## Biografía
Nació en Johannesburgo, Sudáfrica, siendo el cuarto hijo de la pareja formada por Emmanuelle y Phylis Simon, judíos de ascendencia polaca y lituana.
Desde muy joven, siempre expreso su deseo de convertirse en el primer sudafricano en ganar la medalla de oro en natación en unos Juegos olímpicos. Heredó la pasión por dicho deporte lo heredó de su madre, que era profesora de natación de competición y que se encargó de su instrucción desde temprana edad. Además, a los seis años descubrió que tenía talento también para la gimnasia.
A los quince años, compitió a nivel nacional por Sudáfrica en ambas modalidades, aunque posteriormente decidió potenciar sus habilidades como nadador, dejando de lado la gimnasia.
En 1975, su familia se mudó a Inglaterra, dónde acabó sus estudios y eligió competir con el equipo nacional británico de natación.
Estuvo cerca de competir en los Juegos Olímpicos de Los Ángeles 1984, pero tres años antes de la competición decidió volver a Sudáfrica, dónde se enroló en las fuerzas aéreas.
Falleció el 9 de marzo de 2021 en un accidente de kitesurf en la playa deTopanga en Los Ángeles.

## Como actor
En 1982, después de cumplir su servicio de dos años, Simon se ganó la vida como profesor de windsurf y esquí acuático para los clientes de un lujoso hotel.
Simon encontró una oportunidad cuando sustituyó a uno de los gimnastas de las coreografías de un espectáculo que actuaba en el hotel. 
Su éxito fue tal que paso años dando la vuelta al mundo con la compañía de espectáculos, cumpliendo uno de sus sueños: actuar en el Moulin Rouge, en París en 1989.
A su vuelta a su Sudáfrica natal, se propuso empezar una carrera como actor. Pronto ganó un premio de talentos que le abrió las puertas para entrar en televisión. Adiciono y consiguió un papel secundario en la serie "Egoli – Place of Gold", donde permaneció durante seis años.
En 1997 se casó con su novia Colette y se trasladó a Estados Unidos. Allí, en Los Ángeles vio una oportunidad de relanzar su carrera como actor.
Así, intervino en la serie Nash Bridges protagonizada por el actor Don Johnson.
Su mayor oportunidad llegó cuando adquirió el rol de Ba'al en la famosa serie de ciencia ficción Stargate SG1. El éxito del personaje en la serie hizo que pasara de ser un papel secundario a uno de los villanos de la serie.
También participó en una de las películas de la franquicia, Stargate: Continuum en un papel principal.

## Filmografía
1. Stargate: Continuum (2008) (V) .... Ba'al
2. Stargate SG-1 .... Ba'al (15 episodios, 2001-2007)
3. Nash Bridges .... Dirk van der Goes (1 episodio, 2000)
4. Operation Delta Force 5: Random Fire (2000) .... Austin
5. Egoli: Place of Gold (1991) TV series .... Gregory (Mitch) Mitchel (1992-1999)